# Дорогая Америка: Письма домой из Вьетнама
«Дорога́я Аме́рика: пи́сьма домо́й» (англ. Dear America: Letters Home from Vietnam), США, 1987 — документальный фильм о Войне во Вьетнаме режиссёра Билла Кутюрье. Картина получила награды Прайм-тайм «Эмми» и Сандэнс.

## Сюжет
Полнометражный документальный фильм, основанный на реальных письмах, написанных американскими солдатами, моряками, летчиками, морскими пехотинцами во время Войны во Вьетнаме, своим семьям и друзьям о возвращении домой. Хроника освещает войну от первого лица, мужчин и женщин, некоторые из которых не выжили.

## В ролях
- Том Беренджер — голос
- Эллен Бёрстин — миссис Стокс (голос)
- Уиллем Дефо — слоновая трава (голос)
- Роберт Де Ниро — коллектор (голос)
- Брайан Деннехи — голос
- Кевин Диллон — Джек (голос)
- Мэт Диллон — Майк (голос)
- Роберт Дауни-младший — голос
- Майкл Джей Фокс — Рэймонд Гриффитс (голос)
- Марк Хэрмон — голос
- Джон Хёрд — Джонни Бой (голос)
- Дж. Кеннет Кемпбелл — голос
- Джош Круз — голос

## Награды
- 1988 — Приз «IDA Award» от кинофестиваля «International Documentary Association»[1]
- 1988 — Приз Прайм-тайм премии «Эмми»[2]
- 1988 — Приз от кинофестиваля Сандэнс[3]
- 1988 — Приз «TCA Award» от кинофестиваля «Television Critics Association Awards»[4]